# Baia di Famagosta
La baia di Famagosta (in greco Κόλπος της Αμμοχώστου?; in turco Mağusa Körfezi) è lo specchio d'acqua situato nel mar di Levante che delimita la parte più orientale di Cipro. Essa è delimitata a sud da Capo Greco e a nord da Capo Elias, ed è la baia più grande dell'isola. Prende il nome dalla città di Famagosta, che si trova quasi al centro della baia. Anche l'antica città-stato di Salamina si trova sulla baia, a nord di Famagosta.
Nella baia sfociano i due maggiori fiumi dell'isola, il Pedieos e lo  Yalias.
La baia è conosciuta per le migliori spiagge di sabbia di Cipro, che si estendono per chilometri.